# Бауэр-Геллерт, Янина Людвика
Янина Людвика Бауэр-Геллерт (пол. Janina Ludwika Bauer-Gellert; 23 апреля 1922, Браслав — 15 июля 2021, Варшава) — польская врач и участница Сопротивления.

## Биография
Была дочерью Яна Александра Бауэра (1884—1940) и Марии, урожденной Остик-Нарбут (1902—1988). Отец был призван 16 августа 1939 года в армию врачом, в звании майора, начальником военного госпиталя в Хелме. Эвакуированный с госпиталем, попал в советский плен. Интернирован в лагере для военнопленных в Козельске, расстрелян органами НКВД в Катыни с 5 по 11 апреля 1940 года.
К началу Второй мировой войны Янина училась в выпускном классе. Принимала участие в обороне Варшавы, действовала в харцерской военной службе, была телефонисткой на почте на ул. Новогродской, а затем гонцом-посыльной. Под конец боевых действий была медсестрой.
В мае 1940 года сдала экзамены в подпольной средней школе. В то же время посещала класс фортепиано в музыкальной консерватории, благодаря чему получила аусвайс (удостоверение о трудоустройстве). Затем, в 1941 году, стала ученицей Частного профессионально-технического училища вспомогательного санитарного персонала доктора Яна Заорского на ул. Кошиковой 78. В этой официально действующей школе находился также Тайный медицинский факультет Варшавского университета. Бауэр проходила практические занятия в Вольской больнице на ул. Плоцкой 26. Там работала лаборантом, получив таким образом аусвайс.
Активный участник подполья (псевдоним «Зося») с ноября 1939 года, привлечена своей матерью Марией (псевдонимом «Рената»). В квартире Бауэров на ул. Маршалковской 4, квартира 2, состоялись первые организационные собрания Главного штаба Службы Победы Польши, созданного генералом Михалом Токажевским-Карашевичем. Квартира была также местом «дневки» генерала Токаржевского и генерала «Грота» Ровецкого, и была известна в народе как «Кавяренька» или «Как у мамы».
В ноябре 1939 года была приведена к присяге «Басей» (Ядвигой Пекарской) и поступила на военную службу в 5-м отделе Главного штаба (связь), последовательно СПП, СВБ и АК.
В 1939—1944 годах Янина и ее мать были связными Главного штаба СВБ, а затем Главного штаба Армии Крайовой. После ареста генерала «Грота» Ровецкого, в их жилье скрывался полковник «Нил» (Август Эмиль Фильдорф).
В июле 1944 года, перед началом Варшавского восстания, получила назначение в отдел Vк (подпольная связь), центрального почтового отдела V (Главпочтамт) «Кундле», где находилась в подчинении у «Берты» (Янина Сиппко). С момента передислоцирования штаба Армии Крайовой с Воли в Старый город, находилась в распоряжении командующего Варшавским округом Армии Крайовой генерала «Монтера» (Антония Хрусьцеля) в качестве его связной со штабом Армии Крайовой. В конце сентября при доставке рапорта была ранена в результате взрыва бомбы на пересечении улиц Кошикова, Пенкна и Круча. Вылечена в полевом госпитале на ул. Вильча 27, вернулась в строй.
После капитуляции восстания ей было приказано уйти с мирным населением и явиться для дальнейшей подпольной работы в Ченстохову. Оказалась в пересыльном лагере в Прушкове, затем сбежала из транспорта, вынеся на спине находящуюся в бессознательном состоянии мать из вагона, и направилась в Кельце, откуда добралась до Ченстоховы, где начала дальнейшую подпольную деятельность во вновь созданном Штабе Армии Крайовой, как одна из связных генерала «Медвежонка» Леопольда Окулицкого. С декабря 1944 по январь 1945 года работала в полевом госпитале в Ченстохове. После того, как Ченстохова была занята Красной Армией, вернулась с матерью в Варшаву.
С марта 1945 года продолжила обучение на медицинском факультете Варшавского университета, получив профессиональный диплом в 1946 году. В 1947—1950 годах работала в санитарном просвещении в качестве лектора. В 1947 году проводила профилактические прививки от брюшного тифа. В 1947—1948 годах проходила интернатуру в аспирантуре Вольского госпиталя. Диплом врача получила в 1950 году. В 1950—1952 годах работала в Варшаве врачом — руководителем Центра здоровья ПКК по району Варшава-Одоляны и в Институте гематологии в Варшаве на ул. Хоцимская 5 на должности начальника отдела доноров и забора крови. После ареста матери получила направление на работу в Щецин и много лет работала в Слупске. В начале 1970-х вернулась в Варшаву.
В 1973—1996 годах работала в Варшавском институте социального страхования (отделения I, II и IV) в разное время в качестве воеводского врача-инспектора и врача-инспектора по инвалидности и занятости. В 1996 году вышла на пенсию.
Была членом Комитета по здравоохранению при Главном управлении инвалидов войны РП, секретарем Общества врачей и медиков Варшавского восстания 1944 года при Варшавском медицинском обществе.
Была замужем за врачом, участником Варшавского восстания Яном Геллертом. Сын, профессор медицины Рышард Геллерт (род. 1953).

## Награды
Среди прочих, имела следующие награды:
- Серебряный крест ордена Virtuti Militari (1944)
- Офицерский крест ордена Возрождения Польши (1983)
- Крест Храбрых (Лондон, 1949)
- Крест Варшавского восстания (1981)
- Серебряный крест Заслуги с мечами (Лондон, 1949)
- Медаль Армии (четыре раза)
- Крест Армии Крайовой (Лондон, 1969)
- Золотой знак «За заслуги перед социальным обеспечением».
- Золотой почетный знак «За заслуги перед Варшавой».
- Знак «За образцовую работу в системе здравоохранения».
- Знак ветерана борьбы за независимость.